# 禄河县
禄河县（越南语：／）是越南河静省历史上的一个旧县。

## 地理
禄河县北接宜春县；南接河静市和石河县；西接干禄县；东临南海。

## 历史
2019年11月21日，安禄社和平禄社合并为平安社，石凭社改制为禄河市镇。
2024年11月14日，越南国会常务委员会通过决议，自2025年1月1日起，户杜社划归河静市管辖，禄河县并入石河县。

## 行政区划
禄河县下辖1市镇11社，县莅禄河市镇。
- 禄河市镇（Thị trấn Lộc Hà）
- 平安社（Xã Bình An）
- 户杜社（Xã Hộ Độ）
- 鸿禄社（Xã Hồng Lộc）
- 益厚社（Xã Ích Hậu）
- 枚附社（Xã Mai Phụ）
- 芙蒥社（Xã Phù Lưu）
- 新禄社（Xã Tân Lộc）
- 石洲社（Xã Thạch Châu）
- 石金社（Xã Thạch Kim）
- 石美社（Xã Thạch Mỹ）
- 盛禄社（Xã Thịnh Lộc）